# Медвеже (Варгашинський район)
Медве́же (рос. Медвежье) — село у складі Варгашинського району Курганської області, Росія. Входить до складу Південної сільської ради.
Населення — 171 особа (2010, 247 у 2002).